# Sneakerwolf
 (octobre 2024).
La mise en forme du texte ne suit pas les recommandations de Wikipédia : il faut le « wikifier ».
Les points d'amélioration suivants sont les cas les plus fréquents. Le détail des points à revoir est peut-être précisé sur la page de discussion.
- Les titres sont pré-formatés par le logiciel. Ils ne sont ni en capitales, ni en gras.
- Le texte ne doit pas être écrit en capitales (les noms de famille non plus), ni en gras, ni en italique, ni en « petit »…
- Le gras n'est utilisé que pour surligner le titre de l'article dans l'introduction, une seule fois.
- L'italique est rarement utilisé : mots en langue étrangère, titres d'œuvres, noms de bateaux, etc.
- Les citations ne sont pas en italique mais en corps de texte normal. Elles sont entourées par des guillemets français : « et ».
- Les listes à puces sont à éviter, des paragraphes rédigés étant largement préférés. Les tableaux sont à réserver à la présentation de données structurées (résultats, etc.).
- Les appels de note de bas de page (petits chiffres en exposant, introduits par l'outil «  Source ») sont à placer entre la fin de phrase et le point final[comme ça].
- Les liens internes (vers d'autres articles de Wikipédia) sont à choisir avec parcimonie. Créez des liens vers des articles approfondissant le sujet. Les termes génériques sans rapport avec le sujet sont à éviter, ainsi que les répétitions de liens vers un même terme.
- Les liens externes sont à placer uniquement dans une section « Liens externes », à la fin de l'article. Ces liens sont à choisir avec parcimonie suivant les règles définies. Si un lien sert de source à l'article, son insertion dans le texte est à faire par les notes de bas de page.
- La présentation des références doit suivre les conventions bibliographiques. Il est recommandé d'utiliser les modèles {{Ouvrage}}, {{Chapitre}}, {{Article}}, {{Lien web}} et/ou {{Bibliographie}}. Le mode d'édition visuel peut mettre en forme automatiquement les références.
- Insérer une infobox (cadre d'informations à droite) n'est pas obligatoire pour parachever la mise en page.

Pour une aide détaillée, merci de consulter Aide:Wikification.
Si vous pensez que ces points ont été résolus, vous pouvez retirer ce bandeau et améliorer la mise en forme d'un autre article.
 (octobre 2024).

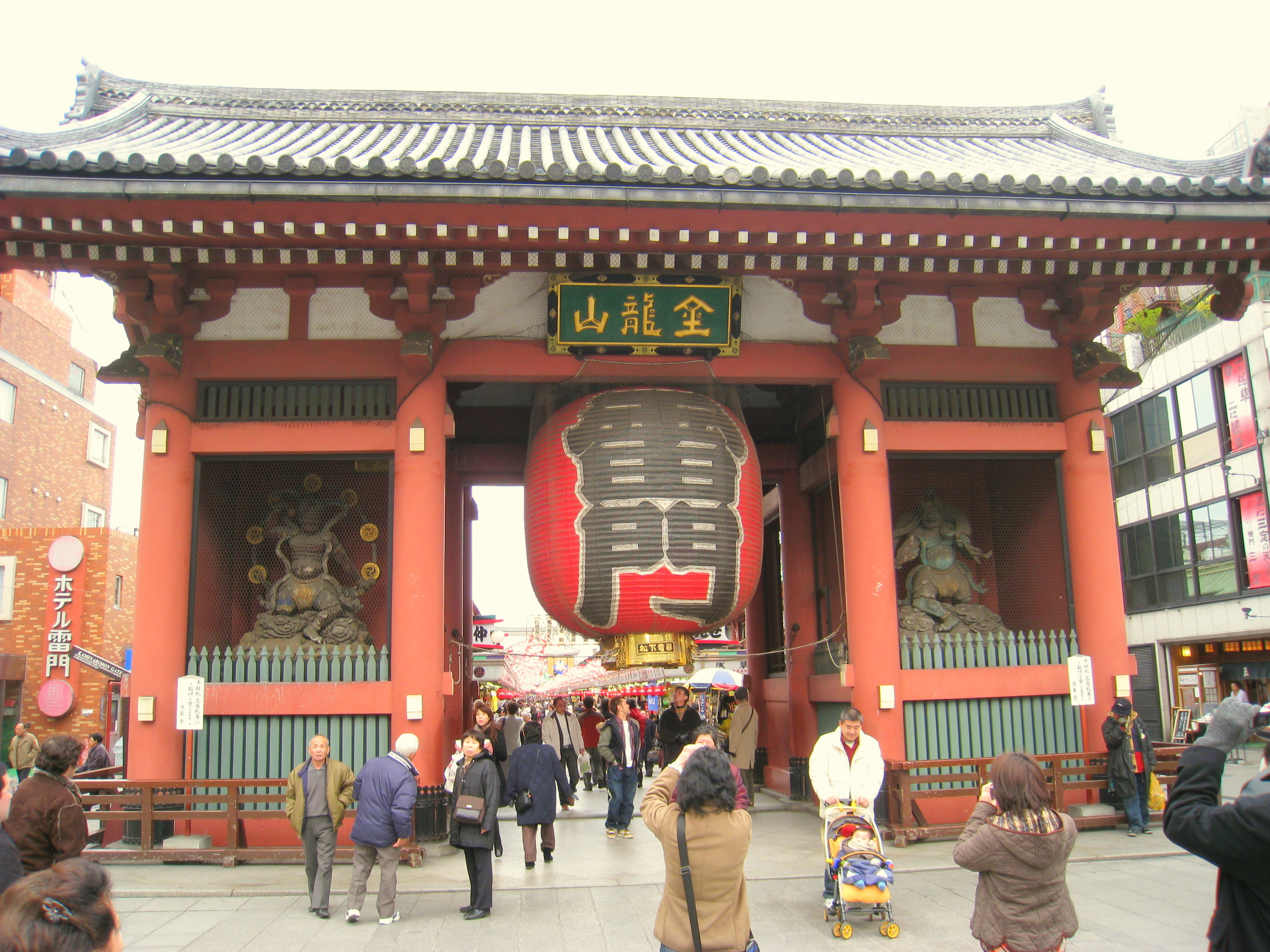
Un edomoji peint sur une lanterne, au Kaminarimon

Né à Saitama et basé à Tokyo, Sneakerwolf est un artiste reconnu[réf. souhaitée] pour son exploration des Edomoji, des caractères de design traditionnels dérivés de la calligraphie stylisée, visibles sur des monuments comme le Kaminarimon, ou encore sur les Hanten et Senja-fuda. Ses recherches approfondies l’ont conduit à considérer les Edo-moji comme le premier art de graffiti au monde, l’inspirant à créer ses propres alphabets Edo-moji originaux intégrés avec des caractères kanji. 
Bien qu’il ait initialement travaillé en privé à partir d’environ 2000, Sneakerwolf a lancé sa carrière artistique à part entière en 2017, fusionnant des textures de graffiti et de pop art en un style artistique unique. Depuis, il a collaboré avec et fourni des œuvres d’art pour des marques de renom telles que NIKE, ASICS, Supreme, BAPE et FCRB, créant diverses chaussures dont la "Nike Air Force 1 Ueno Sakura", devenu l'objet de rééditions. 
À travers ses diverses explorations artistiques, Sneakerwolf cherche à dissoudre les frontières entre les cultures orientales et occidentales, les lettres et les peintures, l’art élevé et l’art populaire, et d’autres dichotomies traditionnelles.

## "Super Déformisme"
Le «Super Déformisme» est un concept proposé par Sneakerwolf, basé sur la super déformation dans la culture animée japonaise. Le super déformisme est une expression de dessin qui met l’accent sur la mignonnerie plutôt que sur le réalisme en réduisant la taille des personnages et des motifs à deux ou quatre têtes par le biais d’expressions exagérées.
Au fil de ses activités créatives, Sneakerwolf est arrivé à la conclusion que l’Edomoji, une forme de calligraphie super-déformée, est à l’origine de cette expression, et a ensuite inventé le terme “super deformism” pour exprimer cette conviction.
Il approfondit ce concept à travers des œuvres abstraites d’essence japonaise en super-déformant des coups de pinceau plutôt que des lettres ou de la calligraphie, explorant le sens esthétique et la spiritualité du peuple japonais.

## Expositions
- 2017 Exposition personnelle[5] “A” à la PORTER Gallery (Omotesando, Tokyo)
- 2018 Exposition personnelle “Edo to END BURNERS” à HENRY HAUZ (Harajuku, Tokyo)
- 2019 Exposition personnelle “Tokyo Saikou Keikaku” à l'HOTEL KOE (Shibuya,Tokyo)
- 2020 Exposition personnelle “SUPER DEFORM” à In the house Gallery (Harajuku, Tokyo)
- 2021 Exposition personnelle “NEW ABNORMAL” à  Elephant STUDIO (Shibuya, Tokyo)
- 2021 Exposition personnelle “(INSTRUMENTAL)” à Elephant STUDIO (Shibuya, Tokyo)
- 2021 Exposition collective “#FR2×SNEAKER WOLF ʻFXXCKING WOLFʼ” at #FR2GALLERY (Harajuku, Tokyo)
- 2023 Exposition collective “TRADMAN'S × sneakerwolf ʻSUPER TRADʼ” at WATOWA GALLERY (Asakusa, Tokyo)
- 2023 Exposition collective “SUMMER FREESTYLE”[6] at COURT TREE COLLECTIVE (Brooklyn, New York)
- 2023 Exposition personnelle “Off the wall” à SOFT CORNER[7] (Seoul, Korea)
- 2024 Exposition personnelle “L(I)FE”[8] à la i_Gallery (Shinsaibashi, Osaka)
- 2024 Exposition collective “The Summer Feeling”[9] à COURT TREE COLLECTIVE (Brooklyn, New York)
- 2024 Exposition personnelle "Super Deformism" au Helinox Creative Center Paris[10] (Paris, France)

## Compétitions artistiques
- Sélection, FACE 2024
- Sélection, Art Olympia 2024